# Újcsanálos
Újcsanálos ist eine ungarische Gemeinde im Kreis Miskolc im Komitat Borsod-Abaúj-Zemplén.

## Geografische Lage
Újcsanálos liegt in Nordungarn, gut 16 Kilometer nordöstlich der Kreisstadt und des Komitatssitzes Miskolc. Nachbargemeinden sind Sóstófalva, Gesztely und Újharangod.

## Sehenswürdigkeiten
- Evangelische Kirche, erbaut 1910
- Reformierte Kirche, erbaut 1907 im neoklassizistischen Stil

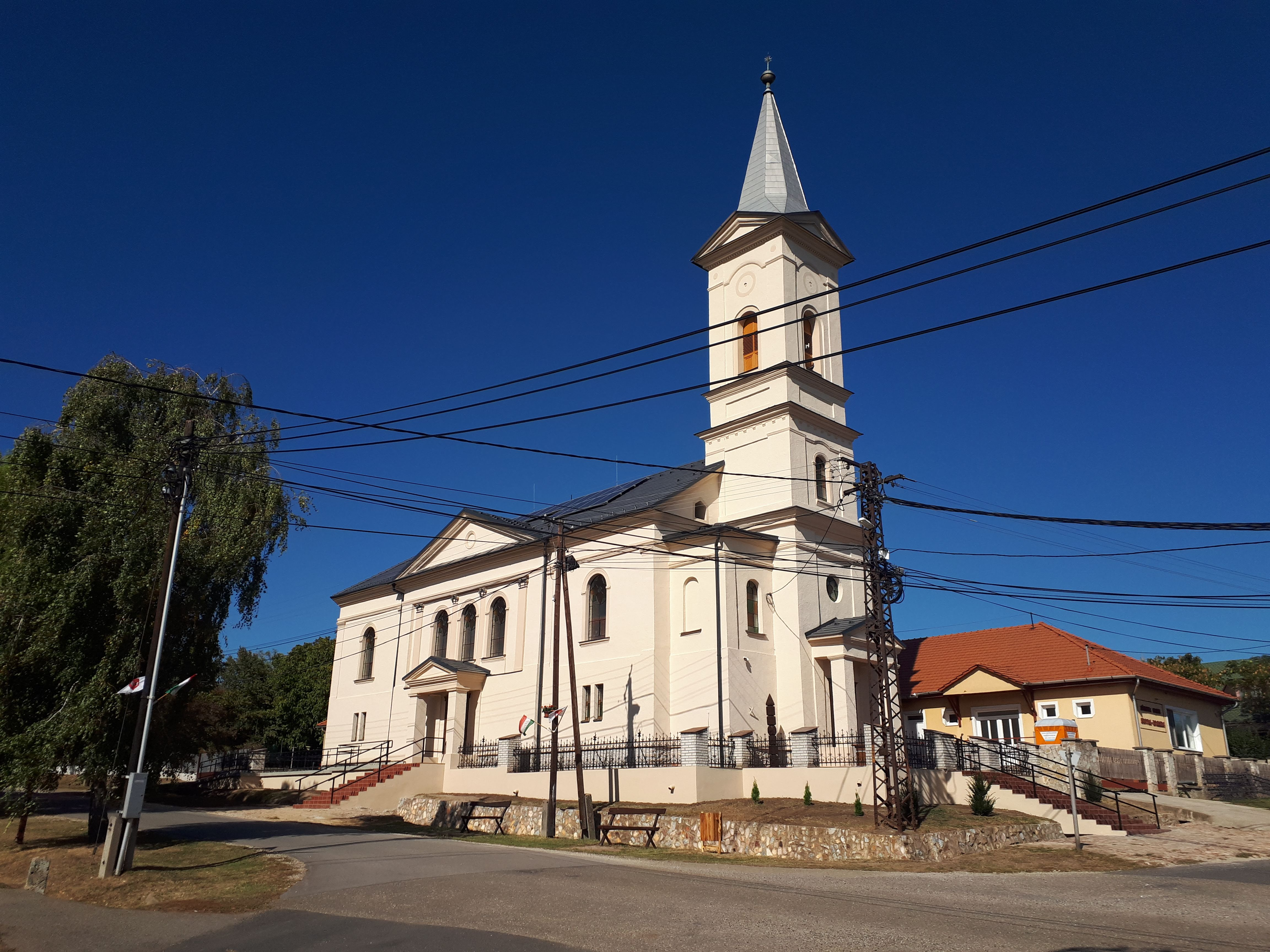
Reformierte Kirche

## Verkehr
Durch Újcsanálos verläuft die Nebenstraße Nr. 37101. Es bestehen Busverbindungen über Gesztely und Felsőzsolca nach Miskolc sowie über Sóstófalva, Alsódobsza, Megyaszó, Legyesbénye und Bekecs nach Szerencs. Die nächstgelegenen Bahnhöfe befinden sich in Miskolc und Szerencs.